# برونفلسیا پلومانیانا
برونفلسیا پلومانیانا (نام علمی: Brunfelsia plowmaniana) نام یک گونه از تیره بادنجانیان است.